# 国立療養所栗生楽泉園
国立療養所栗生楽泉園（こくりつりょうようじょくりうらくせんえん）は、群馬県吾妻郡草津町に位置する国立ハンセン病療養所。厚生労働省所管の施設等機関である。

## 概要
- 設立：1932年11月16日
- 敷地面積：733,253m2
- 建物：38,824m2　233棟

## 診療科
- 薬剤科
- 研究検査科
- 放射線科
- リハビリテーション科

## 出来事
- 1947年8月1日 - 高松宮宣仁親王が皇族として初めて国立療養所を訪問。当時、栗生楽泉園に収容されていた1000余名と面会した[1]。
- 2019年11月15日 - 人権の碑が完成し、除幕式と祝賀会が開かれる。碑は納骨堂の近くに建てられた。園内で死去した谺雄二の遺志を継ぐもので、懲罰施設・重監房についても刻まれている[2]。